# Thotlakonda

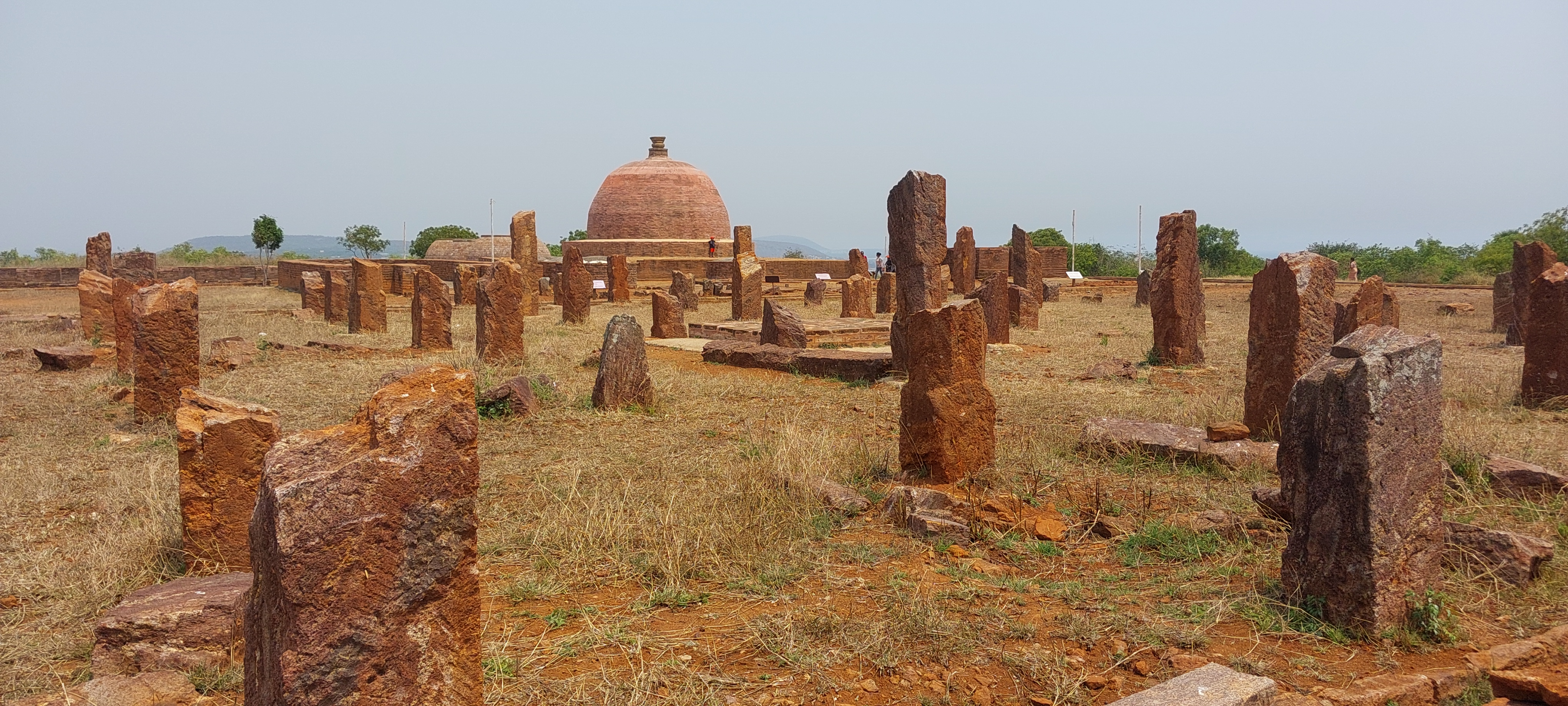
Archäologische Stätte Thotlakonda

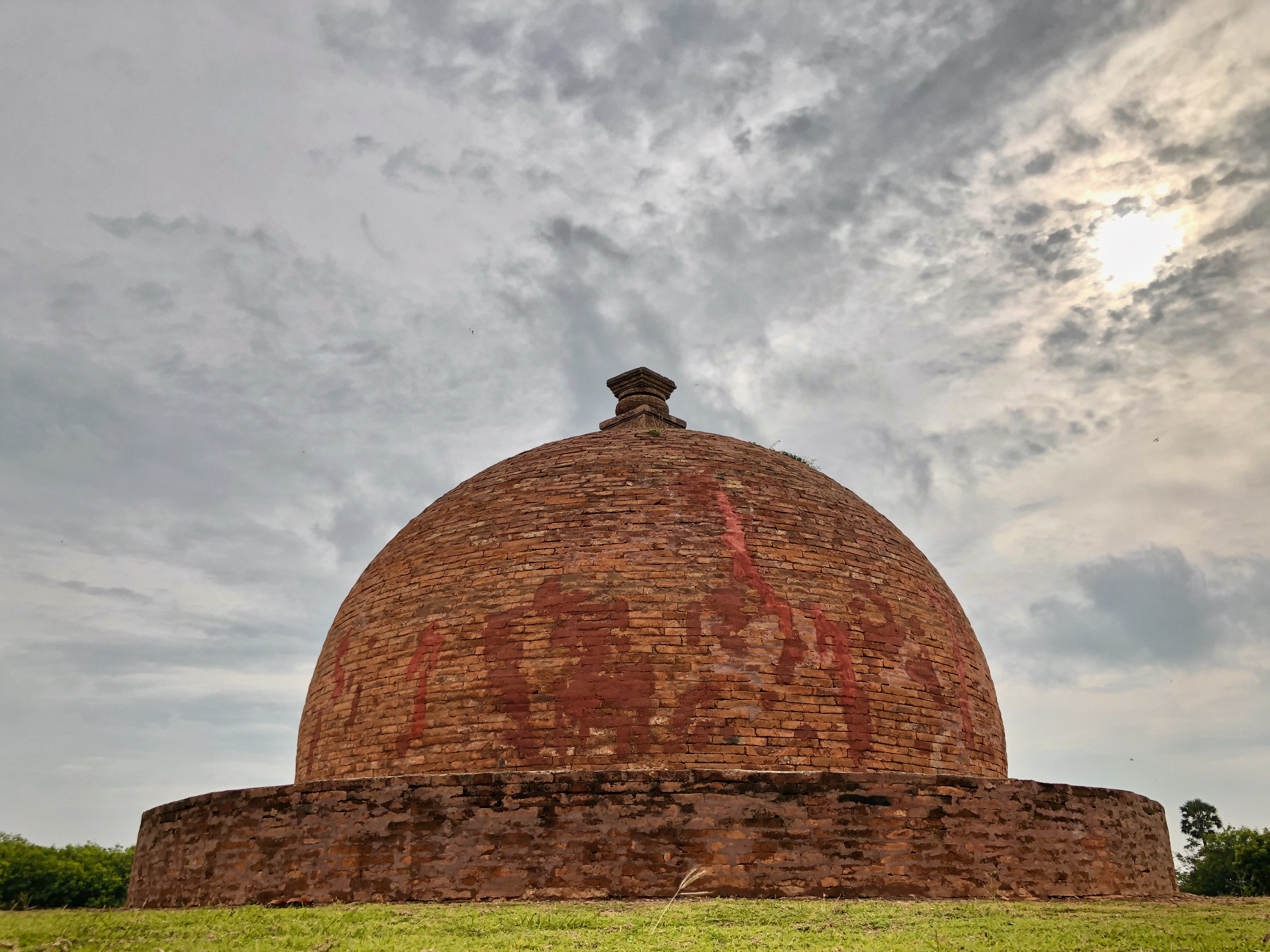
Großer Stupa

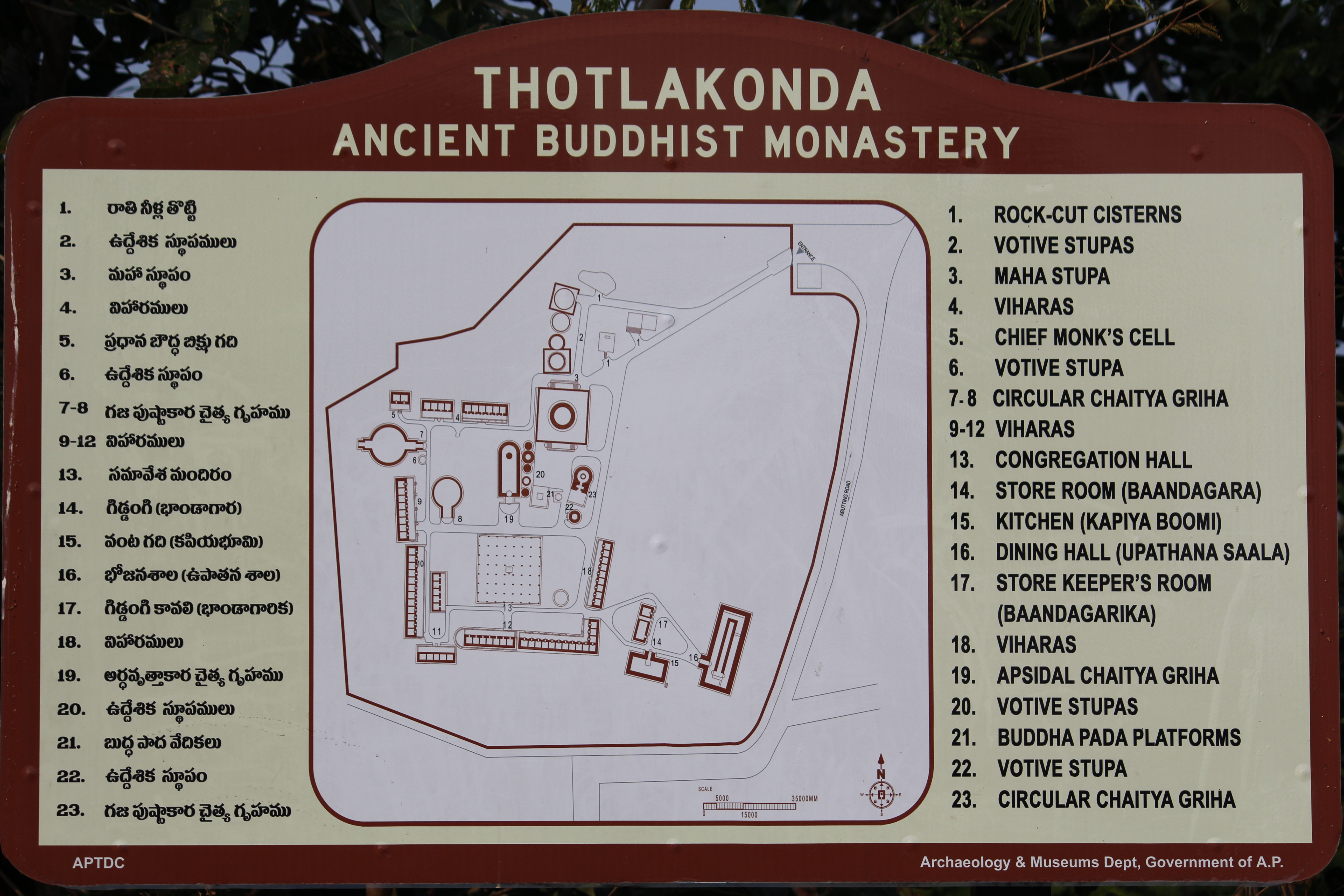
Thotlakonda (Planskizze)

Thotlakonda ist eine teilrestaurierte buddhistische Ruinenstätte bei der Millionenstadt Visakhapatnam an der Küste des Golfs von Bengalen im südindischen Bundesstaat Andhra Pradesh.

## Lage
Thotlankonda liegt in einer Höhe von ca. 130 m unweit des beliebten Strandes Thotlakonda Beach; die Großstadt Visakhapatnam ist etwa 25 km in südwestlicher Richtung entfernt. Die ca. 3 km entfernte archäologische Stätte von Bavikonda ist zu Fuß erreichbar.

## Geschichte
Die Geschichte der namentlich nicht bekannten Stätte reicht bis ins 3. oder 2. vorchristliche Jahrhundert zurück. Sie gehörte zeitweise zum Kalinga-Reich, welches um 260 v. Chr. vom Maurya-Herrscher Ashoka erobert wurde, der sich daraufhin zum Buddhismus bekannte und den Glauben förderte. Nach dem Ende der Maurya-Herrschaft übernahmen die Satavahana die Region; unter ihnen erlebte sie bis ins zweite nachchristliche Jahrhundert eine Blütezeit. Später geriet sie jedoch später in Vergessenheit. Erst im Jahr 1976 wurde der Platz aus der Luft neu entdeckt und in den Jahren von 1988 bis 1993 durch das Andhra Pradesh State Archaeology Department teilweise restauriert.

## Bauten
Wichtigster Bau innerhalb des religiösen Bezirks ist der auf einer gut 2 m hohen Plattform (jagati) ruhende ca. 15 m hohe große Stupa. Er ist umgeben von nachträglich hinzugefügten Kulthallen (chaityas), einer im Grundriss quadratischen Versammlungshalle und Wohnräumen (viharas); darüber hinaus finden sich zahlreiche Votivstupas und aus dem Fels herausgehauene, nach oben offene Zisternen, in denen der Monsunregen gespeichert wurde.

## Sonstiges
In Thotlakonda wurden römische Münzen aus der Kaiserzeit gefunden, was auf Handelsbeziehungen von in der Region ansässigen Händlern mit dem Mittelmeerraum hinweist.